# Ethelbert Talbot
Ethelbert Talbot (Fayette, 9 ottobre 1848 – Tuckahoe, 27 febbraio 1928) è stato un vescovo anglicano statunitense, 15º Presidente della Chiesa episcopale degli Stati Uniti d'America dal 1924 al 1926. Un suo sermone fu di ispirazione a Pierre de Coubertin nel pronunciare la massima olimpica "L'importante non è vincere ma partecipare".

## Biografia
Nato a Fayette, nel Missouri, figlio di John Alnut Talbot, un medico, e Alice Daly Talbot, si diplomò al Dartmouth College nel 1870 ed entrò direttamente al General Theological Seminary in cui si laureò nel 1873. Fu ordinato diacono il 29 giugno e sacerdote il 4 novembre di quell'anno; il giorno dopo sposò Dora Frances Havery di Roanoke, che in seguito gli diede una figlia, Anne. Divenne subito rettore della chiesa di St. James di Macon, costruendo diverse missioni nei paesi vicini e fondando una scuola, prima maschile e poi mista.
Nel 1886, la Convenzione Generale lo elesse primo Vescovo Missionario del Wyoming e dell'Idaho. Fu consacrato nella Christ Church, di Saint Louis il 27 maggio 1887; quell'anno, l'Università del Missouri lo nominò dottore onorario in Teologia. Nel 1888 Dartmouth seguì con un dottore in teologia. Nei dieci anni al West, fondò 38 chiese e favorì la costruzione della St. Matthew's Cathedral di Laramie.
Nel 1891 fu eletto Vescovo della Georgia, ma declinò la carica. L'11 novembre 1897 fu eletto terzo vescovo della Diocesi episcopale della Pennsylvania Centrale, in cui si insediò il 2 febbraio 1898; continuò a prestare servizio nell'area come Vescovo della Diocesi episcopale di Bethlehem dopo la ridenominazione della diocesi nel 1909, tenendo in concomitanza la carica di Vescovo del Wyoming fino al 1908.
Nell'estate del 1908 partecipò alla Conferenza di Lambeth di Londra, un raduno di 247 vescovi anglicani provenienti da tutto il mondo che coincise con i Giochi della IV Olimpiade, che furono molto controversi a causa di alcune decisioni delle giurie britanniche nei confronti degli atleti statunitensi. Talbot ne era consapevole e la questione lo riguardava, così quando fu invitato a pronunciare un sermone nella Cattedrale di San Paolo il 19 luglio alla presenza di atleti e dirigenti sportivi, disse: "I Giochi stessi sono più importanti della gara e sono il vero premio. San Paolo ci dice quanto sia insignificante il premio in sé, il nostro premio invece non è corruttibile e sebbene solo uno può cingersi della corona d'alloro, tutti possono provare la gioia di partecipare alla competizione. Pertanto, ogni incoraggiamento deve essere dato all'interesse gioioso, potrei anche dire salvifico, che deriva dagli sport partecipati, equi e puliti". Pierre de Coubertin, il padre del moderno movimento olimpico, parafrasò Talbot in un discorso del venerdì successivo: "L'importanza di queste Olimpiadi non è tanto vincere quanto parteciparvi", che diventò una delle più illustri massime relative agli ideali olimpici.
Talbot rimase Vescovo della Diocesi di Bethlehem fino al 1927, ottenendo l'assistenza di Frank W. Starrett, eletto Vescovo Coadiutore nel 1923. Il 18 febbraio 1924, con la morte di Alexander Charles Garrett, divenne l'ultimo Vescovo Presidente della Chiesa episcopale degli Stati Uniti d'America a ricoprire la carica in ragione della sua anzianità come vescovo. Il 1º gennaio 1926, John G. Murray divenne il primo Vescovo Presidente eletto, succedendo a Talbot, che si dimise poi dal suo incarico di vescovo di Bethlehem in favore di Frank W. Starrett il 15 settembre 1927. Morì il 27 febbraio 1928 a Tuckahoe, New York.